# Quillonota incompleta
Quillonota incompleta là một loài tò vò trong họ Ichneumonidae.